# Raúl Vásquez Sáez
Raúl Vásquez Sáez (La Villa de Los Santos, Panamá, 1954 - Ciudad de Panamá, 2008) fue un pintor y poeta panameño, encuadrado dentro de la llamada «Escuela de Azuero», de la que se le considera el iniciador.

## Inicios
De formación esencialmente autodidacta, Raúl Vásquez recibió influencias de Paul Klee, Joan Miró, Jean Dubuffet, Antoni Tápies, Rufino Tamayo y Francisco Toledo, pero en especial, de los pintores rupestres, los primitivos australianos, los primitivos africanos y, especialmente, de los precolombinos.
Fue discípulo del pintor panameño y docente Juan Manuel Pérez, al que algunos autores consideran el origen de la «Escuela de Azuero», antes que Vásquez, en una controversia aún no resuelta por los especialistas.
Realizó su primera exposición individual en 1977, en el Centro de Arte y Cultura de la Ciudad de Panamá.
Tras recibir ese mismo año una beca que le permitió una breve estancia formativa en la Academia de Bellas Artes de Florencia, cuya experiencia le llevó a renunciar desde el principio al academicismo del Arte Occidental, se trasladó a México donde ingresó en la Escuela Nacional de Pintura, Escultura y Grabado "La Esmeralda", donde entró en contacto con el arte precolombino.

## Trayectoria
Su pintura, figurativa, a veces con incursiones en lo abstracto, realizada con técnicas mixtas, muestra seres oníricos y fantásticos, de colores saturados con gran presencia de la figura femenina y de la infancia.  Su obra explora e indaga en los ritos mágicos y en las raíces ancestrales, plasmando imágenes relacionadas con la tradición plástica del mundo precolombino, algo que se ve reflejado en el uso de los colores y de los materiales utilizados, como la tierra o la arena.
En los temas de sus pinturas emanan los recuerdos de la infancia a través de la visión cósmica del artista, influidos por su práctica del chamanismo, que refleja la relación de lo ancestral y lo espiritual en todos los aspectos de la naturaleza.
Vásquez recurre a los contenidos y a las estructuras míticas con el propósito de encontrar respuestas para el presente, invocando, en su alquimia, las formas del pasado por medio del diálogo con los materiales elegidos, en una forma de animismo que le capacita para esa comunicación. 
Desde 1975, Raúl Vásquez expuso individualmente en los principales museos y galerías de arte de Panamá, así como en otros espacios extranjeros como Montpellier, Santo Domingo o Miami. Colectivamente, su participación ha sido vasta, exponiendo en Buenos Aires, Monterrey, Bogotá, Hollywood, Guatemala, Santo Domingo, Miami, Caracas, São Paulo, Cuenca (Ecuador), Nagoya, Tokio, Setúbal, Valparaíso, San José (Costa Rica), Toluca, Michoacán, etc.
Como poeta, publicó tres libros, Cerrojo profundo (1983), En tu piel anónima (1984).  y No soy un tambor de augurios... (2008).
Falleció el 20 de octubre de 2008.

### Colecciones permanentes
Raúl Vásquez posee cuadros en diversas colecciones permanentes:
- Sala Permanente de Historia del Arte panameño, del Patrimonio Histórico panameño. (Panamá, Panamá)
- Museo de Arte Contemporáneo de Panamá (MAC Panamá). (Panamá, Panamá)
- Galería Nacional de Arte Contemporáneo del Museo de Arte costarricense (MAC Costa Rica). (San José, Costa Rica)
- Museo de Arte Moderno de la República Dominicana. (Santo Domingo, República Dominicana)

### Obras destacadas
- Bruja madre de las vacas (1989)[12]
- Brujo Totem, malabarista (1991)[21]
- Figuras con círculo (1991)[21]
- Barquero que llega al muelle (1994)[22]
- Rana con culebra: Danza Salto de la Continuidad (1995)
- La Danza del Gesto de la Revelación (1995)
- Trance. Mesa del Poder (1997)
- Caballo, otro que asusta los silencios (1997)[23]